# ダルマドゥライ 踊る!鋼の男
『ダルマドゥライ 踊る!鋼の男』（ダルマドゥライ おどる!はがねのおとこ、Dharmadurai）は、1991年に公開されたインドのタミル語ドラマ映画。ラージャシェーカルが監督を務め、ラジニカーント、ガウタミー、チャラン・ラージ、ニラルガル・ラヴィ、センディルが出演している。1992年にボリウッドでリメイク作品『Tyagi』が公開され、ラジニカーントが引き続き主演を務めた。

## キャスト
- ダルマドゥライ - ラジニカーント
- パールヴァティー・ダルマドゥライ - ガウタミー（英語版）
- ダルマドゥライの父 - マドゥ
- ラーマドライ - ニラルガル・ラヴィ（英語版）
- ラージャドライ - チャラン・ラージ（英語版）
- ヴァイバヴィ - ヴァイシュナヴィ（英語版）
- アジャイ - アジャイ・ラトナム（英語版）
- ヴェンニラダイ・ムールティー（英語版）
- キーリッカダン・ジョゼ（英語版）
- センディル
- R・ディリープ（英語版）

## 製作
企画当初は「Kaalam Maaripochu」というタイトルで内容も異なっていた。主要キャストにはラジニカーント、マンジュラ、ラメーシュ・アラヴィンド、センディルが起用された。しかし、企画は途中で破棄され、カンナダ語映画『Deva』のリメイク作品を製作することになり、タイトルも「Dharmadurai」に変更された。ラジニカーントの個人的な要請によって公開が延期されたため、ラージャシェーカルは延期された期間中に映画の撮影、吹替、再録音などの作業を行った。
サウンドトラックの作曲はイライヤラージャ、作詞はパンチュ・アルナーチャラムが手掛けた。また、「Aanenna Pennena」のみガンガイ・アマランが作詞している。イライヤラージャは1992年のテルグ語映画『Dharma Kshetram』で「Maasi Masam Alana Ponnu」を「Enno Rathri」として再活用している。2008年には『Pandi』でシュリカーント・デーヴァによってリミックスされている。

## 公開
『ダルマドゥライ 踊る!鋼の男』はポンガルの時期に公開され、ブロックバスターを記録した。公開100日後に監督のラージャシェーカルが自動車事故で急死している。同作は175日間上映された。